# Liliyana Natsir
Lilyana Natsir (Manado, 9 de setembro de 1985) é uma jogadora de badminton indonésia, campeã olímpica, especialista em duplas.

## Carreira
Lilyana Natsir representou seu país nos Jogos Olímpicos de Verão de 2008 e 2012, conquistando a medalha de prata, nas duplas mistas em 2008 com Nova Widianto.
Liliyana nos Jogos Olímpicos de Verão de 2016 conquistando a medalha de ouro, nas duplas mistas ao lado de Tontowi Ahmad